# Pachycephala implicata
Pachycephala implicata е вид птица от семейство Pachycephalidae.

## Разпространение
Видът е разпространен в Папуа Нова Гвинея и Соломоновите острови.